# الآثار البيئية للتنوع الحيوي
يؤثر تنوع الأنواع والجينات في المجتمعات البيئية على وظيفة هذه المجتمعات. تتأثر هذه الآثار البيئية للتنوع الحيوي بدورها بالتغير المناخي الناجم عن الاحتباس الحراري والهباء الجوي وخسارة الغطاء النباتي، وبالتنوع الحيوي، ويسبب ذلك خسارة سريعة للتنوع الحيوي وانقراض الأنواع والتجمعات المحلية. يعتبر المعدل الحالي للانقراض أحيانًا انقراضًا جماعيًا، وقد بلغ نحو 100 إلى 1000 ضعف المعدلات في الماضي.
دُرس جانبان رئيسيان لتأثير التنوع الحيوي على وظيفة الأنظمة البيئية هما العلاقة بين التنوع الحيوي والإنتاجية، والعلاقة بين التنوع الحيوي والاستقرار في المجتمع البيئي. تبدو المجتمعات البيئية الأكثر تنوعًا أكثر إنتاجية (من ناحية إنتاج الكتلة الحيوية) من المجتمعات البيئية الأقل تنوعًا، وتكون أيضًا أكثر استقرارًا في مواجهة الاختلالات.
قد تغير الحيوانات التي تعيش في موئل ما ظروف البقاء بسبب عوامل تُعزى إلى المناخ.

## تعاريف
من المهم تعريف بعض المصطلحات لفهم آثار التغيرات في التنوع الحيوي على وظيفة الأنظمة البيئية. ليس من السهل تعريف مصطلح التنوع الحيوي، ويمكن اعتباره عدد و/أو توازن الجينات والأنواع والأنظمة البيئية في منطقة ما. يتضمن التعريف التنوع الجيني أي تنوع الجينات في النوع، وتنوع الأنواع أي تنوع الأنواع في موئل أو منطقة ما، وتنوع الأنظمة البيئية أي تنوع الموائل في منطقة ما.
يُقاس عمومًا عاملان متعلقان بالتغيرات في التنوع هما الإنتاجية والاستقرار. الإنتاجية هي مقياس لوظيفة النظام البيئي. تُقاس الإنتاجية بشكل عام عبر أخذ الكتلة الحيوية الإجمالية فوق سطح الأرض لجميع النباتات في المنطقة. يفترض الكثيرون أنه من الممكن استخدامها كمؤشر عام لوظيفة النظام الحيوي، وأن استخدام الموارد الإجمالي ومؤشرات أخرى لوظيفة النظام البيئي ترتبط بالإنتاجية.
يصعب تعريف الاستقرار، ويمكن فهمه عمومًا بطريقتين. الاستقرار العام للتجمعات البيئية هو مقياس يفترض أن الاستقرار يكون أعلى حين يكون احتمال الانقراض أقل. يُقاس هذا النوع من الاستقرار عمومًا عبر قياس تباين خصائص المجتمع البيئي الإجمالية عبر الوقت، كالكتلة الحيوية الكلية مثلًا. يُعرّف الاستقرار أيضًا بأنه مقياس المرونة والمقاومة، أي قدرة النظام البيئي على العودة لحالة التوازن بشكل سريع بعد أي اختلال، أو مقاومة الانتهاكات. يعتبر النظام المرن أكثر استقرارًا من النظام غير المرن.

## الإنتاجية والاستقرار مشعران لصحة النظام البيئي
أهمية الاستقرار في النظام البيئي واضحة. النظام البيئي غير المستقر أكثر تعرضًا لخسارة الأنواع. فإن كان هناك بالفعل رابط بين التنوع والاستقرار، فمن المرجح أن تؤدي خسارة الأنواع إلى التغذية الراجعة لذاتها، مسببة المزيد من خسارة الأنواع. تبدو أهمية الإنتاجية في بيئة المجتمع أقل وضوحًا. في المناطق المستثمرة، كالأراضي الزراعية والأراضي الرعوية وأراضي الصيد، يؤدي ارتفاع الإنتاجية إلى زيادة النجاح الاقتصادي للمنطقة، ويدل ذلك على أن المنطقة أصبحت أكثر كفاءة، ما يؤدي إلى استدامة محتملة للموارد على المدى الطويل. من الصعب معرفة أهمية الإنتاجية في الأنظمة البيئية الطبيعية.
إضافة إلى أهمية التنوع الحيوي في تنظيم العمليات في الأنظمة البيئية واستقرار هذه الأنظمة، توجد عواقب اقتصادية مباشرة لخسارة التنوع الحيوي في نظم بيئية معينة وفي العالم أجمع. تؤدي خسارة الأنواع إلى خسارة الطعام والدواء والمنتجات الصناعية والسياحة، وكل ذلك يملك آثارًا اقتصادية مباشرة على الناس.

## الآثار على إنتاجية المجتمع
- التكامل ينتج تعايش الأنواع النباتية عن تقاسم النمط الحياتي أو الاختلافات في متطلبات الموارد بين الأنواع. يتمكن المجتمع البيئي الأكثر تنوعًا من استخدام الموارد بشكل أكثر اكتمالًا،[6] ويكون بذلك أكثر إنتاجية. هذه الآلية التي تدعى أيضًا «التمايز في نمط الحياة» هي مبدأ هام في نهج المجموعة الوظيفية الذي يحلل تنوع الأنواع إلى مكونات وظيفية.[7][8]
- التيسير هو آلية تساعد فيها أنواع معينة أو تسمح بنمو أنواع أخرى عبر تعديل البيئة بطريقة مواتية لتلك الأنواع. يمكن للنباتات أن تتفاعل مع بعضها عبر وسيط كالنتروجين أو الماء أو درجة الحرارة أو المساحة أو التفاعل مع الحشائش أو الحيوانات العاشبة وغيرها. من الأمثلة على التيسير بعض النباتات الصحراوية المعمرة الكبيرة التي تشكل حاضنة تساعد النباتات الصغيرة المجاورة لها والتي تنتمي لأنواع أخرى على النمو، عبر تخفيف الضغط الناجم عن الماء ودرجة الحرارة، وإثراء المغذيات عبر مثبتات النتروجين كالبقوليات. [9]
- تأثير أخذ العينة يمكن أن نفهم تأثير أخذ العينة للتنوع الحيوي بأنه زيادة احتمال وجود نوع ذي إنتاجية أكبر في أرض أكثر تنوعًا. يوفر هذا الأمر تأثيرًا تركيبيًا على الإنتاجية، أكثر من كون الإنتاجية سببًا مباشرًا له. يمكن أن يكون تأثير أخذ العينة في الواقع مجموعة من تأثيرات مختلفة. يمكن أن يقسم تأثير أخذ العينة إلى أرجحية انتقاء النوع الذي: 1) تكيف جيدًا مع الظروف في موقع محدد 2) لديه إنتاجية موروثة أكبر. إضافة إلى ذلك، يمكن أن نضيف إلى تأثير العينة وجود احتمال أكبر لاحتواء 3) زوج من الأنواع يكمل كل منهما الآخر بشكل كبير، أو 4) نوع معين له أثر تيسيري كبير على الأعضاء الآخرين في المجتمع البيئي.